# Reifträgerbaude

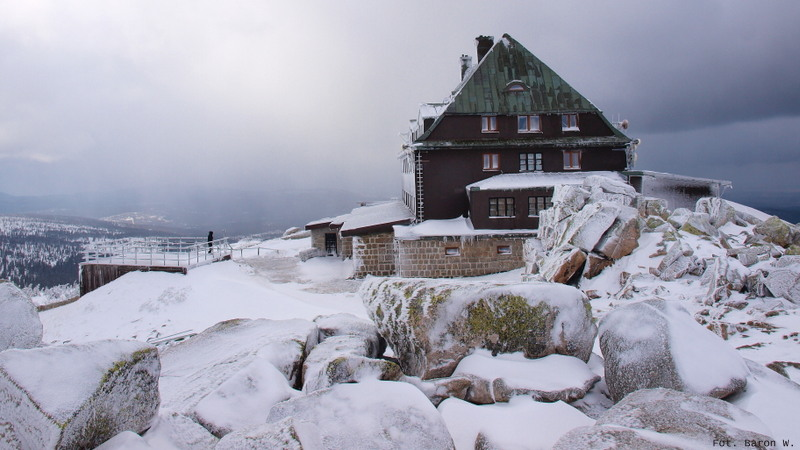
Im Winter

Die Reifträgerbaude (selten Szrenica-Hütte, polnisch Schronisko na Szrenicy oder kurz Na Szrenicy) liegt auf einer Höhe von 1362 m n.p.m. in Polen im Riesengebirge, einem Gebirgszug der Sudeten, auf dem Gipfel Szrenica (deutsch: Reifträger).

## Geschichte
Die Baude wurde 1922 errichtet. Sie stand nach dem Zweiten Weltkrieg im Eigentum der PTTK – der Polnischen Touristischen und Landeskundlichen Gesellschaft. Seit 1992 wird sie privat betrieben.

## Panorama

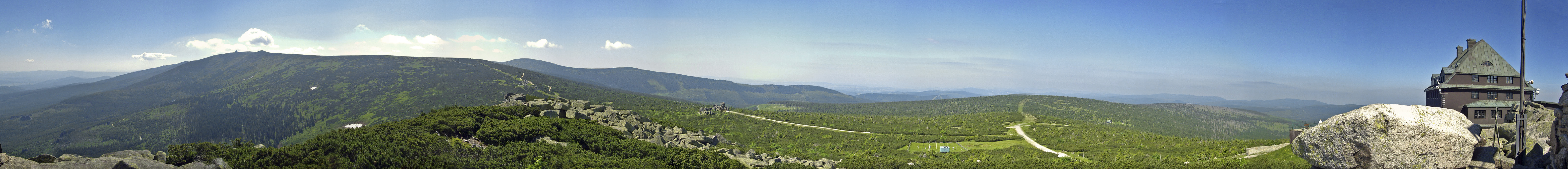
Panorama vom Gipfel der Szrenica, Hütte rechts im Bild

## Zugänge
Die Baude ist eine der am höchsten gelegenen Hütten im Riesengebirge. Sie ist über mehrere markierte Wanderwege erreichbar. Die obere Station der Seilbahn Szrenica von Szklarska Poręba befindet sich an der Baude. Sie liegt auf dem Sudeten-Hauptwanderweg. In jeweils etwa 1 km Luftlinie Entfernung liegen die polnische Hala-Szrenicka-Hütte (deutsch: Neue Schlesische Baude) des PTTK und die tschechische Wosseckerbaude ( Vosecká bouda).

## Touren

### Gipfel
- Twarożnik (Quarksteine) (1320 m)
- Veilchenstein (1472 m)